# Rocamadour (formatge)
El rocamador (en francès rocamadour) és un formatge de pasta tova amb pell florida francès elaborat amb llet de cabra a les regions del Perigord i del Quercy, que té una  AOC des de 1996. Deu el seu nom al poble del departament de l'Òlt Rocamadour.

## Descripció
Es tracta d'un petit formatge a base de llet de cabra i pasta fresca. Té una forma rodona de color blanc i d'un pes de 35 g. Forma part dels formatges anomenats Cabécous.

## Degustació
El període de degustació òptim s'allarga de l'abril al setembre, després d'un afinament de 12 a 15 dies, però també és excel·lent els mesos de març, octubre i novembre. Es pot menjar torrat i calent, a l'amanida o tot sol amb vi negre i pa.
Fresc, la pasta allibera sabors subtils de crema, de mantega amb una lleugera olor de cabra. Els aromes es reforcen amb el pas del temps, però esdevé més sec.

## Fabricació
El Rocamador s'elabora a partir de llet crua, cuallada durant 24 hores, i després escorreguda durant un temps equivalent. A continuació se li dona forma a mà i s'afina 6 dies en unes caves regulades en temperatura i humitat.
Per tal de distingir les diverses produccions, l'etiqueta precisa l'origen del formatge. El consumidor pot tastar formatges semiindustrials que porten el nom d'"artesanal" gràcies a una etapa de producció que es fa a mà.
Si es vol menjar cabecons de Rocamador de millor qualitat, els productors locals de formatges anomentats fermiers han triat de posar la foto i l'adreça en les etiquetes del formatge i a vegades organitzar visites guiades de tot el procés, des de l'animal fins al formatge.
Producció el 2003: 808 tones, de les quals el 100% amb llet crua, mentre que només el 50% són dels anomenats fermiers.